# Чучулигови
 Тази статия е за птиците.  За селото в Южна България вижте Чучулига (село).  
Чучулигови (Alaudidae), наричани още Чучулиги са дребни птици от разред Врабчоподобни (Passeriformes). По земята обикновено не подскачат, а ходят. Характерен за семейството е удълженият нокът на задния пръст на краката.

## Разпространение
На територията на България се срещат следните 9 вида:
- Alauda arvensis – Полска чучулига
- Calandrella brachydactyla – Късопръста чучулига
- Calandrella rufescens – Сива чучулига
- Eremophila alpestris – Ушата чучулига
- Galerida cristata – Качулата чучулига
- Lullula arborea – Горска чучулига
- Melanocorypha calandra – Дебелоклюна чучулига
- Melanocorypha leucoptera – Белокрила чучулига
- Melanocorypha yeltoniensis – Черна чучулига

## Начин на живот и хранене
Водят предимно наземен начин на живот. Хранят се с дребни безгръбначни, насекоми, червеи, семена.

## Размножаване
Гнездят обикновено на земята. Яйцата обикновено са бели, напръскани със сиви, черни и кафяви точки и петънца. Малките най-често се развиват изключително бързо и след около 10 дни напускат гнездото. Родителите им ги хранят с насекоми. През размножителния период летят нагоре под формата на спирала.

## Допълнителни сведения
В България всички представители на семейството са защитени от закона.

## Фосилна летопис
България е страната с най-богата фауна на чучулигите от миоцена и плиоцена. От палеоорнитолога проф. Златозар Боев от късно-терциерни находища в страната са описани 8 вида и 1 род, нови за световната наука – сердикийска дебелоклюна чучулига (Melanocorypha serdicensis), сухолюбива полупустинна чучулига (Eremarida xerophila), дончева дебелоклюна чучулига (Melanocorypha donchevi), балканска горска чучулига (Lullula balcanica), предалпийска рогата чучулига (Eremophila prealpestris), сухополска чучулига (Alauda xerarvensis), българска качулата чучулига (Galerida bulgarica) и сливнишка горска чучулига (Lullula slivnicensis).

## Списък на родовете
- род Alaemon
- род Alauda – Полски чучулиги, Чучулиги
- род Ammomanes
- род Calandrella
- род Certhilauda
- род Chersomanes
- род Chersophilus
- род Eremalauda
- род Eremophila – Ушати чучулиги (Рогати чучулиги)
- род Eremopterix
- род Galerida – Качулати чучулиги
- род Heteromirafra
- род Lullula – Горски чучулиги
- род Melanocorypha
- род Mirafra
- род Pinarocorys
- род Pseudalaemon
- род Ramphocoris
- род Spizocorys

## Любопитни факти
- Една от най-известните румънски мелодии, изпълнявана на цигулка, се казва „Чучулига“ (ciocarlie).
- „Чучулига“ или „Сова“ е често употребявано название, разделящо хората на такива, които стават рано сутрин и рано си лягат (чучулиги) или съответно спят до късно и будуват до зори[1].
- На чучулигите е наречена улица в квартал „Бъкстон“ в София (Карта).